# 3691 Беда
3691 Беда (3691 Bede) — астероїд групи Амура, відкритий 29 березня 1982 року.